# Shō Tei
Shō Tei (尚貞, 1645–1709) est le 11e roi de la seconde dynastie Shō du royaume de Ryūkyū. Il occupe le trône de 1669 jusqu'à sa mort en 1709. Il est souverain des îles Ryūkyū à l'époque de la compilation du Chūzan Seibu (中山世譜) (document rapportant l'histoire des îles Ryūkyū).
Shō Tei est le premier souverain de Ryūkyū à recevoir une éducation confucéenne.
Shō Tei est monarque à l'époque où les Japonais s'avisent de l'existence de commerce de biens chinois passant par les îles, au cours de la période de sakoku (lorsque l'absence de contact entre le Japon et le monde extérieur tient lieu de politique étrangère). Le bakufu, au lieu de punir le gouvernement Ryūkyū, commande en 1685 des rapports détaillés sur ce commerce. L'année suivante, le montant du commerce est limitée à une valeur de 2 000 ryō par trimestre, et ne peut être vendu que dans des marchés qui ne sont pas en concurrence avec l'enclave néerlandaise de Nagasaki. Le résultat de ces échanges entraîne un très important développement de l'économie des îles Ryūkyū.
Shō Tei est le dernier monarque des Ryūkyū à recevoir le nom d'un dieu dans l'histoire officielle, en raison de l'image changeante de la fonction (moins une divinité, et plus un sage confucéen).
Il est enterré au mausolée royal Tamaudun à Shuri.

## Source de la traduction
- (en) Cet article est partiellement ou en totalité issu de l’article de Wikipédia en anglais intitulé « Shō Tei » (voir la liste des auteurs).